# La Antorcha del Trabajo
La Antorcha del Trabajo va ser una publicació reusenca que va sortir l'any 1869.

## Història
Encara que explícitament no van manifestar mai la seva filiació, el periòdic estava impulsat pel Partit Republicà Federal. Al seu primer número defensen dues idees bàsiques: la propaganda ideològica "tan fecunda para el ejercicio y sostenimiento de las libertades" i "la idea regeneradora del trabajo", imprescindible per a aconseguir la pau i la justícia. Proposen buscar els mitjans necessaris per a desenvolupar l'associacionisme, tant en el sentit d'instal·lar cooperatives de treball o de consum, com de crear societats recreatives i culturals, d'assegurances i d'auxili que aglutinin els sectors d'una mateixa procedència social i amb les mateixes idees. Es desmarquen de les opcions obreristes revolucionàries i es declaren reformistes radicals. L'aparició de La Antorcha del Trabajo va fer que l'industrial reusenc de gran influència, Marià Pons, cap del partit monàrquic, fundés el setmanari de coalició El Crepúsculo, des d'on va entaular freqüents polèmiques amb Ciril Freixa i La Antorcha del Trabajo.

## Col·laboradors i característiques tècniques
L'únic col·laborador conegut és el dirigent reusenc del Partit Republicà Federal, Ciril Freixa, que de fet era l'ideòleg de la publicació. Els editorials i la majoria d'articles no anaven signats. Freixa, en els seus articles, planteja que s'està vivint un canvi històric, que portarà a la solució dels problemes de llibertat i treball. La Antorcha del Trabajo es declarava favorable al cooperativisme, i van publicar sobre el tema diversos articles, el més important anava signat per F. Pamies, "Las Asociaciones cooperativas", on en defensa l'existència, però acaba amb un programa més aviat idealista i conservador, lluny dels postulats obrers de l'època, que eren sobretot internacionalistes.
De format quartilla, tenia un nombre variable de pàgines, entre 4 i 8, i s'imprimia a la Impremta de Tosquellas i Zamora. Sortia primer trimestralment i després mensualment i se'n coneixen 7 números, el primer de l'1 de gener de 1869 i el darrer del 5 de setembre del mateix any, que es troben a la Biblioteca Central Xavier Amorós de Reus. Els republicans federals van crear una societat, "El Fomento Artístico", i, com a continuació de La Antorcha del Trabajo van publicar la Revista del Fomento Artístico.